# Enriqueta Jeriort
Enriqueta Jeriort (siglo XIX), conocida como Madame Honorine, fue una modista española. Era consideraba una de las modistas más importantes del Madrid del Romanticismo y llegó a ser modista de cámara de la reina Isabel II.

## Trayectoria
Ejerció como modista desde inicios de la década de 1860 hasta dos décadas después. Enriqueta Jeriort era conocida con el afrancesado nombre Madame Honorine, una práctica común entre las modistas españolas de la época que cambiaban sus nombres para parecer francesas y poder competir así con las novedades textiles que llegaban de París del gusto de las señoras pudientes de la época. Además, se sabe que recibía género desde Francia.
Inició su actividad en la carrera de San Jerónimo de Madrid. Después trasladó su actividad a la calle de la Victoria. En 1868 fue nombrada modista de Cámara de la reina Isabel II, ocupándose de los encargos reales. Bordaba en algunas sus creaciones su nombre en zonas como el bolsillo interior de una falda.
Su taller y el de Madame Petibon fueron unos de los más activos, singulares y prestigiosos de la época y se les consideraba a la altura de los parisinos. Madame Honorine importaba vestidos, sombreros y abrigos desde París y, cuando recibía nuevo género, lo anunciaba en la prensa. A principios de 1887 abrió una gran casa de modas en el número 80 de la calle de Alcalá. A la inauguración de su segundo taller, asistió la prensa de la época, como La Moda Elegante. Todo ello parece confirmar que Jeriort fue una pionera en el uso de técnicas de marketing a su labor comercial.

## Legado
Benito Pérez Galdós describió la casa de modas de Madame Honorine en su noveno Episodio Nacional, resaltando su relación con la moda de París.
El Museo del Traje de Madrid tiene entre sus fondos un traje de Isabel de Borbón, La Chata, confeccionado por Madame Honorine y que ingresó en el C.I.P.E. en 1934.